# Ronde van Italië 2008/Negende etappe
De negende etappe van de Ronde van Italië 2008 werd op 18 mei verreden. 
Deze makkelijke etappe (maar een col van de 3e categorie) werd gekleurd door een aanval van 2 renners:Joeri Krivtsov en Mickaël Buffaz. Deze aanval begon al na een kilometer maar de twee werden op tien kilometer van de meet. Daarna sprong Paolo Bettini weg en hij kreeg Riccardo Riccò mee. Bettini wilde hier graag winnen omdat hij in de buurt woont. Later sloot Emanuele Sella (doping) bij de twee koplopers aan. Ondanks de samenstelling was de kopgroep geen lang leven beschoren, ze werden gepakt en het peloton bereidde zich voor op een massasprint.
De sprint werd ingeluid door Oscar Gatto die erg vroeg wegsprintte. Daniele Bennati sprong in zijn wiel en sprintte hem voorbij. Bennati bleef de leiding behouden ondanks dat Bettini nog bijna hem voorbij ging. Uiteindelijk was de afstand 15 centimeter, en dat was zo weinig dat Benatti en Bettini beiden dachten dat ze gewonnen hadden. Maar in de herhaling was duidelijk te zien dat Benatti gewonnen had.
1e etappe ·
2e etappe ·
3e etappe ·
4e etappe ·
5e etappe ·
6e etappe ·
7e etappe ·
8e etappe ·
9e etappe ·
10e etappe ·
11e etappe ·
12e etappe ·
13e etappe ·
14e etappe ·
15e etappe ·
16e etappe ·
17e etappe ·
18e etappe ·
19e etappe ·
20e etappe ·
21e etappe
Startlijst · Eindstanden · Afbeeldingen